# Barbus anema
Espèce
Statut de conservation UICN

 LC  : Préoccupation mineure
Barbus anema, ou Labeobarbus anema ou Parapuntius anema, est une espèce de poisson du genre Barbus appartenant à la famille des cyprinidés.